# La Alberguería de Argañán
La Alberguería de Argañán és un municipi de la província de Salamanca a la comunitat autònoma de Castella i Lleó. Limita al Nord amb La Alamedilla, al Nord-est amb Puebla de Azaba, al Sud-est amb Casillas de Flores i al Sud i Oest amb les freguesias de Forcalhos i Aldeia da Ponte (Sabugal).

## Demografia
| 1991 | 1996 | 2001 | 2004 |
| ---- | ---- | ---- | ---- |
| 212  | 208  | 181  | 184  |